# Pac-Land
Pac-Land (яп. パックランド Pakku Rando) — компьютерная игра из серии аркадных игр Pac-Man, выпущенная Namco в августе 1984 года, и распространявшаяся в США Bally Midway (ныне Midway Games). Это была первая аркадная игра Namco, использовавшая новый игровой автомат, который позже получил название Namco Pac-Land.
Pac-Land включает параллаксную прокрутку фоновых элементов. Эта особенность была редкой в компьютерных играх вплоть до 4-го поколения игровых систем (16-битных), которое появилось значительно позже.

## Игровой процесс
Игрок должен привести фею, которая находится под шляпой Пакмана, в страну фей и вернуться обратно в дом. Нужно избегать таких препятствий, как призраки, струи воды и зыбучий песок. Если время кончается до завершения раунда, фиолетовый призрак, который до этого двигался на безопасном расстоянии от игрока, начинает его преследовать.
Предпоследний поход заканчивается тем, что Пакман возвращает фею под шляпой королеве фей. В обмен на это он получает волшебные сапоги. В последнем раунде Pac-man движется назад домой. Волшебные сапоги позволяют прыгать, уже находясь в воздухе. Дома его встречают Миссис Пакман и Пакман-младший. После этого начинается следующий поход с теми же целями, но возросшей сложностью.
На некоторых системах игра отличается управлением, при котором кнопки действий обозначают движение, а крестовина — прыжок.

## Порты и связанные релизы
Pac-Land была портирована на многие домашние игровые приставки и компьютеры, включая Commodore 64, Commodore Amiga, Atari Lynx, Atari ST, TurboGrafx-16, ZX Spectrum, Amstrad CPC, MSX и NES. Pac-Land была перевыпущена в 1996 году как часть Namco Museum Volume 4 для PlayStation. Была также выпущена настольная игра и портативная игра с дисплеем на жидких кристаллах. В 2012 Namco выпустила Pac-Land в приложении Namco Arcade для iPhone и iPad.